# Nokia N800

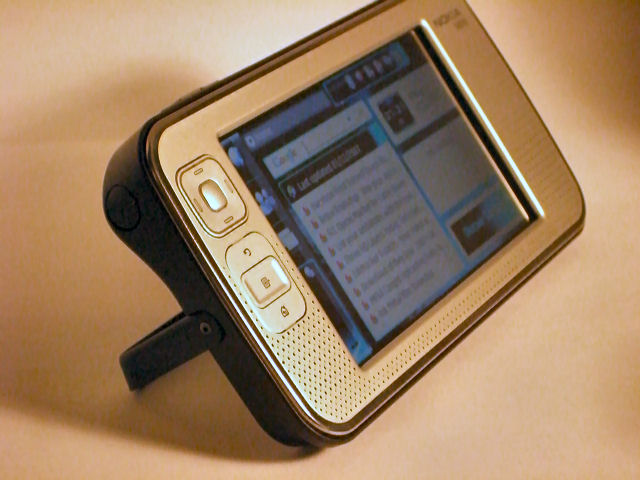
Nokia 800 Internet Tablet

Le Nokia N800 Internet Tablet est une tablette portable développée par Nokia annoncée au Consumer Electronics Show 2007 de Las Vegas et disponible depuis le mois de janvier 2007. Il est conçu pour l'Internet mobile et l'envoi de courriels et inclut des logiciels comme un lecteur de radio sur Internet ou encore un lecteur de flux RSS. Il n'intègre pas les fonctions d'un téléphone cellulaire, tout comme son prédécesseur le Nokia 770 Internet Tablet.

Les principaux avantages par rapport à ce dernier sont l'intégration d'un processeur plus puissant, le dédoublement de la mémoire  et l'équipement destiné à la vidéo conférence.

## Matériel
Le Nokia N800 possède un processeur Texas Instruments OMAP 2420 à 330 MHz. L'appareil a une définition d'écran d'écran de 800×480 pixels comparable au Nokia 770 Internet Tablet. On accède à Internet par Wi-Fi (802.11 b/g), Bluetooth 2.0, et  USB 2.0. Il intègre deux slots (1 interne et 1 externe) pour Carte SD (compatible MicroSD et autres formats dérivés avec un adaptateur) et un équipement de son complet : micro et haut-parleur ainsi qu'un tuner Radio FM et une Webcam (640×480 VGA). Il possède 128 Mo de RAM et 256 Mo de mémoire flash.
L'appareil mesure 144 × 75 × 13 millimètres et pèse 206 grammes.
L'autonomie est évaluée à 3 heures et demie en usage et 12 jours en mode veille.

## Logiciels
Le système d'exploitation est une version spéciale de Debian Linux (2.6.18) basé sur une interface utilisateur X Window et Hildon. L'appareil inclut un lecteur de fichiers PDF, le navigateur Mozilla Firefox et un lecteur de fichiers multimédia qui lit ces formats :
- Audio : MP3, RealAudio, MPEG-4, AAC, WAV, AMR, MP2
- Image : JPEG, GIF, BMP, TIFF, PNG, Animation GIF, SVG, ICO
- Vidéo : MPEG-1, MPEG-4, RealVideo, H.263, AVI, 3GP

La plateforme du Nokia N800 est connue en tant que Maemo 3.0 (version Internet Tablet OS 2007 Edition), mais peut être mise à jour avec la version 4.0 2008.
De nombreux logiciels tiers sont disponibles en raison du choix d'un système d'exploitation Open Source basé sur Linux.